# آمنت
آمنت خدای بنیادین جهان است. او همسر آمون و مادر رع است. نام او به معنای «زن پنهان» است. در مصر باستان او را به عنوان محافظ فرعون می‌نامیدند.
این خدا در جشن‌های ست بسیار نقش داشته‌است.

## نام
نام او به معنای زن پنهان است.
| i | mn · n | t · H8 | I12 | \| \| | یا | i | mn · n | t |
|   |        |        |     |       |    |   |        |   |

|  |

| i | mn · n | t · H8 | I12 | \| \| | یا | i | mn · n | t |
|   |        |        |     |       |    |   |        |   |

|  |

## نشانه‌شناسی
آمنت به عنوان یک زن با تاج سرخ و حامل یک هیئت از پاپیروس به تصویر کشیده شده‌است.